# Agapetus fuscus
Agapetus fuscus là một loài Trichoptera trong họ Glossosomatidae. Chúng phân bố ở miền Cổ bắc.